# Allan Cunningham
Allan Cunningham (7. prosince 1784 – 30. října 1842) byl skotský básník a spisovatel.
Původně se vyučil kameníkem, znal se s významnými skotskými autory Robertem Burnsem, Walterem Scottem a Jamesem Hoggem, ve volném čase však sbíral staré skotské lidové písně, četl a sám se pokoušel psát básně v jejich duchu.
Od roku 1810 žil v Londýně, pracoval jako novinář a parlamentní zpravodaj, od roku 1814 jako úředník v dílně sochaře Francise Leggatta Chantreye, mezitím psal četné básně, životopisy britských výtvarníků (Lives of Eminent British Painters, Sculptors, and Architects), tři romány, pořídil také edici díla Roberta Burnse.
Jeho texty jsou někdy až příliš květnaté, zdobné, přesto patřil ve své době k uznávaným autorům. K jeho nejznámějším dílům patří námořnická píseň A Wet Sheet and a Flowing Sea. Jeho báseň Krásná lady Ann zahrnul Jaroslav Vrchlický do své antologie Moderní básníci angličtí.